# 213 a. C.
El año 213 a. C. fue un año del calendario romano prejuliano. En el Imperio romano se conocía como el año 541 ab urbe condita.

## Acontecimientos

### China
- El emperador Qin Shi Huang de China ordena destruir todos los escritos de Confucio.

### Imperio seléucida
- En alianza con Atalo I Soter de Pérgamo, Antíoco III el Grande finalmente captura al rey rebelde de Anatolia, Aqueo, en su capital, Sardes, después de un asedio de dos años. Antíoco ejecuta luego a Aqueo.

### República romana
- Consulados de Quinto Fabio Máximo y Tiberio Sempronio Graco, cos. II, en la Antigua Roma.[1]
- La República romana recupera Casilino y Arpi que estaban en poder de Aníbal.

### Sicilia
- Las máquinas de guerra de Arquímedes rechazan al ejército romano que estaba invadiendo Siracusa.

## Fallecimientos
- Aqueo, general seleúcida.
- Arato, estratego de la Liga aquea.